# 金勝寺 (栗東市)

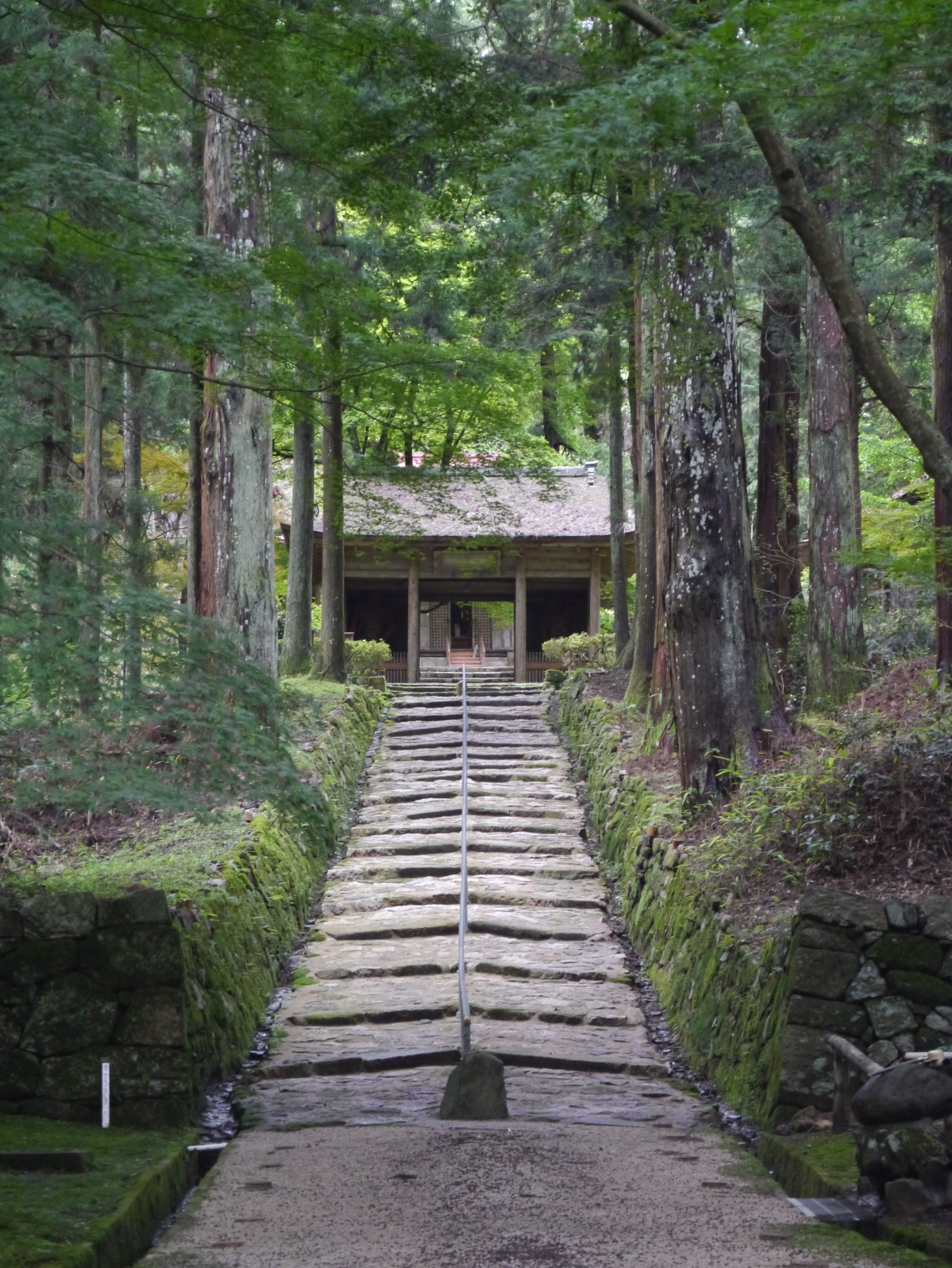
金勝寺

金勝寺（こんしょうじ）は、滋賀県栗東市荒張にある天台宗の寺院。山号は金勝山。本尊は釈迦如来。奈良時代に良弁によって開基された。古くは大菩提寺と称し、湖南地方の仏教の一大拠点として栄えた大寺院であった。

## 歴史

### 概要
寺は栗東市の南方、金勝山（）の山中に位置する。金勝山は単独の峰ではなく、竜王山（605 m）、鶏冠山（491 m）などの山系を指す名称で、東北方に位置する阿星山、東方に位置する飯道山とともに、金粛菩薩（）の霊地とされている。金粛菩薩とは東大寺の開山・初代別当とされる良弁のことで、この地域には他にも長寿寺、常楽寺などの金粛菩薩（良弁）開基を伝える寺院群がある。金勝寺の開基も金粛菩薩とされ、往時は山中に36坊、付近に25別院を有する、湖南地方の仏教の中心寺院であった。現在も近隣には金勝寺二十五別院の一であったとされる寺院が点在する。また、金勝寺の西方の山中には平安時代初期の作とされる狛坂磨崖仏（国の史跡）があり、この地域の仏教文化の歴史の古さがわかる。金勝寺は初期には法相宗系の寺院であったが、近江地方は比叡山が存在する関係で天台宗の勢力が強く、この寺も平安時代後期頃から天台系となる。

### 創建
金勝寺は、寺伝では天平5年（733年）、聖武天皇の命により、紫香楽宮の鬼門鎮護のため良弁が創建したという。創建については、他の伝えもある。中世の記録である『興福寺官務牒疏』（嘉吉元年・1441年）によると、この寺は天武天皇の白鳳元年（672年）、役小角（役行者）の修行した霊跡であり、養老元年（717年）、金粛菩薩が開基。平城京の鬼門（北東）を守る寺となったという。一方、寛平9年（897年）6月23日の太政官符（『類聚三代格』所収）によると、金勝寺は金粛菩薩の霊地であり、ここで修行していた興福寺の伝燈大法師位願安が弘仁年中（810 - 824）、国家のために伽藍を建立した。その後、承和聖帝（仁明天皇、在位833 - 850）の時に勅額を賜って金勝寺と号したという。
仁明天皇の治世の歴史を記した『続日本後紀』によれば、天長10年（833年）「金勝山大菩提寺」が定額寺（官寺に準ずる国家公認の寺院）に列せられている。寛平9年（897年）には前述の太政官符により金勝寺に年分度者（国家から年間に許可される得度者数）2名が許可されている。

### 中世以後
建武2年（1335年）には後醍醐天皇の綸旨により同天皇の祈願所となっている。前述の『興福寺官務牒疏』によると、往時は山上に36坊を数えたというが、天文18年（1549年）の火災で焼失し衰退した。その後再建され、近世には徳川家康が30石を与えているが往時の規模を取り戻すことはなかった。

## 境内
山上には仁王門、本堂（本尊釈迦如来像を安置）、二月堂（軍荼利明王像を安置）、虚空蔵堂（虚空蔵菩薩像、毘沙門天像、地蔵菩薩像を安置）などが建つ。境内には千年杉や楓などの名木も多い。他に、山麓の春日神社の近くに里坊がある。

## 文化財
- 木造釈迦如来坐像 - 像高218 cm、平安時代。
- 木造軍荼利明王立像 - 像高360.5 cm、平安時代。
- 木造虚空蔵菩薩半跏像 - 像高194 cm、平安時代。
- 木造毘沙門天立像 - 像高168 cm、平安時代。
- 木造地蔵菩薩坐像 - 像高84 cm、平安時代。（栗東市荒張にあった山口寺の旧蔵）

## 所在地・アクセス・拝観

### 本坊
- 所在地：滋賀県栗東市荒張1394

#### アクセス
- JR琵琶湖線（東海道本線）・JR草津線草津駅からバス（帝産湖南交通）で「中村」停留所下車。隣接するタクシー乗り場からタクシーで20分。
- JR草津線手原駅からこんぜめぐりちゃんバス（※春・秋の登山シーズンの土曜・休日のみ運行[2]）。「金勝寺」停留所下車。
- 名神高速道路栗東ICから約30分。

#### 拝観案内
- 拝観料：500円（20名以上 450円）
- 拝観時間：9時 - 17時（冬期（12月 - 翌年3月）：9時 - 16時30分）

### 里坊
- 所在地：滋賀県栗東市荒張670-1

#### アクセス
- JR琵琶湖線（東海道本線）・JR草津線からバス（帝産湖南交通）で35分。「コミュニティーセンター金勝」停留所下車、徒歩15分。

#### 拝観案内
- 拝観料：無料（要電話予約）